# Cathepsine K
La cathépsine K est une protéase qui est impliqué dans la résorption de la phase organique de l'os. Elle est relâchée par les ostéoclaste lors de la phase de résorption de l'os. Une mutation de la cathépsine entraine une diminution de la résorption osseuse et donc une augmentation de la densité osseuse.

## Importance clinique
Un os de mauvaise qualité ne peut être remodelé correctement. Cette maladie s'appelle la pycnodystose.